# Чемпіонат світу з зимових видів спорту 2019 (паралімпійський спорт)
Чемпіонат світу з зимових видів спорту 2019 серед паралімпійців відбувався з 16 по 24 лютого 2019 року у м. Принс Джордж (Канада).

## Медальний залік
Командний залік:
| Місце | Країна         | Золото | Срібло | Бронза | Загалом |
| ----- | -------------- | ------ | ------ | ------ | ------- |
| 1     | Україна        | 9      | 16     | 17     | 42      |
| 2     | США            | 6      | 7      | 2      | 15      |
| 3     | Німеччина      | 5      | 3      | 7      | 15      |
| 4     | Франція        | 5      | 1      | 2      | 8       |
| 5     | Норвегія       | 4      | 1      | 4      | 9       |
| 6     | Бельгія        | 3      | 2      | 2      | 7       |
| 7     | Канада         | 2      | 6      | 2      | 10      |
| 8     | Австралія      | 2      | 1      | 0      | 3       |
| 9     | Швеція         | 1      | 1      | 0      | 2       |
| 10    | Японія         | 1      | 0      | 1      | 2       |
| 11    | Південна Корея | 0      | 0      | 1      | 1       |

## Виступ України
Загальний підсумок виступу національної паралімпійської збірної команди України — 42 медалей, з яких 9 золотих, 16 срібних та 17 бронзових нагород та перше загальнокомандне місце за загальною кількістю нагород та 1-ше — за кількістю золотих медалей.
Загалом 13 із 19 спортсменів, які презентували Україну на цьому чемпіонаті світу, вибороли високі нагороди, 7 із них — золоті. Найкраще від команди України виступили: Ляшенко Людмила — у здобутку 7 високих нагород, з яких 4 золоті медалі (у тому числі 3 золоті медалі з біатлону, 1 золота з лижних перегонів), 2 срібні та 1 бронзова медалі з лижних перегонів; Радь Тарас — у здобутку 6 високих нагород, з яких 3 золоті медалі з біатлону, 1 срібна та 2 бронзові медалі з лижних перегонів; Шишкова Оксана — у здобутку 6 високих нагород, 1 золота, 2 срібні з лижних перегонів, 3 бронзові медалі у біатлоні.